# Hilarigona krogeri
Hilarigona krogeri är en tvåvingeart som beskrevs av Frey 1952. Hilarigona krogeri ingår i släktet Hilarigona och familjen dansflugor.
Artens utbredningsområde är Myanmar. Inga underarter finns listade i Catalogue of Life.